# Posta Kísérleti Állomás
A Posta Kísérleti Állomást (rövidítve: PKÁ) Baross Gábor rendeletére alapították 1891. november 20-án. Feladata a postai és távközlő hálózatokban használt anyagok vizsgálata, kutatás-fejlesztés és a szolgáltatások gazdaságos megvalósítása. 1912-ben az Állomás Budapest IX. kerületében, a Zombori utca 2. szám alatt kapott önálló telephelyet, a Gyáli úti Posta telep szélén.

## Épülete
Fleischl Róbert tervezte 1910 körül.

## Főbb tevékenységek

### Akusztikai kutatások
Békésy György volt a meghonosítója, aki eleinte a telefonkészülékek hallgatójának fejlesztésével foglalkozott. Biológiai és anatómiai tanulmányokat végzett. Magyari Endrével közösen dolgoztak ki egy teljes akusztikai rendszert.

### Átvitel-technikai kutatások
Az átvitel-technikai kutatás az állomás alapfeladatai közé tartozott. A mérési módszerek kidolgozója Gáti Béla volt, mellette kezdett 1913-tól Tomits Iván, aki 40 évig dolgozott távközlés-fejlesztési témákon, átviteltechnikai mérési módszerek kidolgozásában, és részt vett a szakterület nemzetközi életében. Lajtha György, 1952-ben került az állomásra.

### Rádiózás

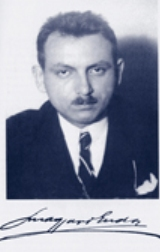
Magyari Endre

Az Állomás mérnökei és műszerészei végezték az első műsorsugárzási kísérleteket egy Huth-gyártmányú, kis teljesítményű, 60 W-os adóval, a Csepeli rádióállomás és a Gyáli-úti Kísérleti Állomás között. Magyari Endre irányította az első magyar gyártmányú adó tervezését és építését a Posta Kísérleti Állomás műhelyében, 1926-ban. A kísérleti adásokat nemsokára a Gyáli úti épületből sugározták, itt a híres – a Locomotiv GT együttes által később megénekelt – bútorszállító kocsi szolgált „kísérleti stúdió” gyanánt.
S a Gyáli úton állt egy csukott bútorszállító,
És ott volt huszonháromban az első stúdió.
És műsor gyanánt akkoriban az is megfelelt,
Ha Marcal János segédtiszt egy nótát énekelt.

### Televíziózás
1954. december 16-án a Széchenyi-hegyi Agancs utcai egykori Hargita szálló mellé költözésig (1955 júniusa) itt folytak a televíziós kísérleti adások első próbaüzemei. Végül a hegy tetején 1956-1958 között megépült a adótorony. A Magyar Televízió hivatalosan az 1957 május elsejei felvonulás élő közvetítésével kezdte meg a rendszeres adását.

## Űrtávközlés

### Oktatás
A Zombori utcai telephely a postai tanonciskola (később Puskás Tivadar Távközlési Technikum) szomszédságában helyezkedett el. Kutatói a technikumban és a Budapesti Műszaki Egyetemen is rendszeresen oktattak.

## Átszervezése
1954-ben az Állomást átszervezték Posta Kísérleti Intézet néven. Amikor az Intézet tevékenységét kibővítették, munkatársai más telephelyeken is dolgoztak. Az Intézet 1991-től a Magyar Telekom fejlesztő részlegeként elnevezésében 2009-ig megtartotta a PKI rövidítést. 2000 nyarán a PKI az egyetemi campus közelébe, az Infóparkba költözött. (1117 Budapest, Magyar tudósok körútja 9. (Infopark G épület))

## Galéria

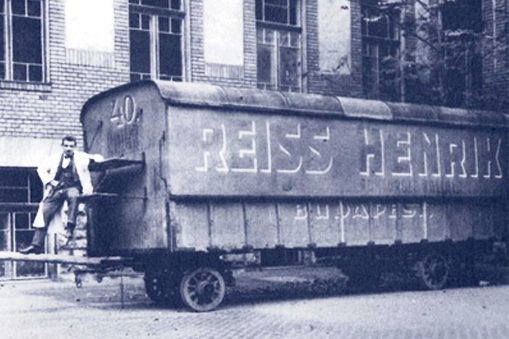
Reiss bútorszállító kocsi. A bakon Magyari Endre. Ez volt a Magyar Rádió első „kísérleti stúdió”-ja
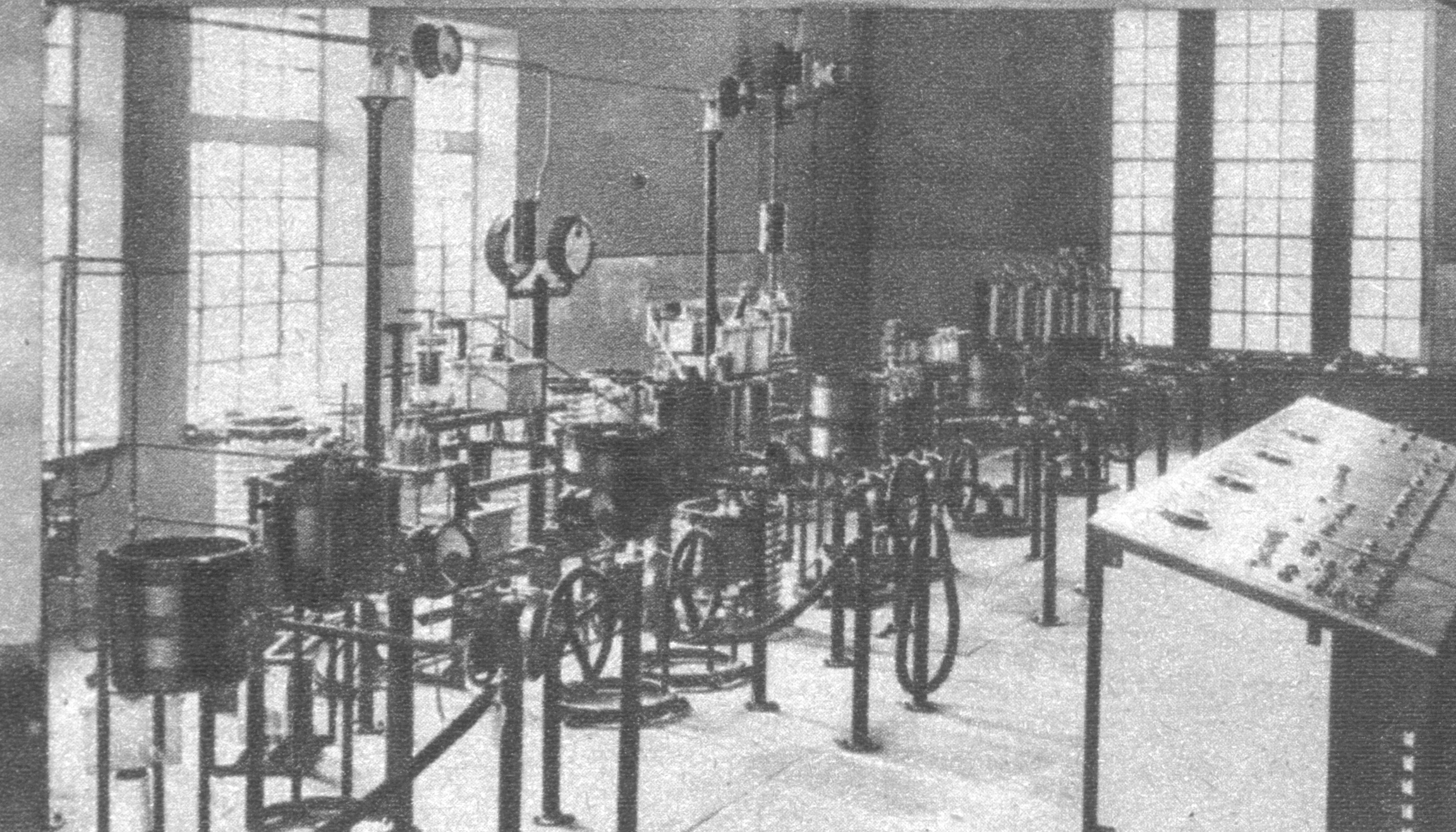
A lakihegyi adóállomás adóterme
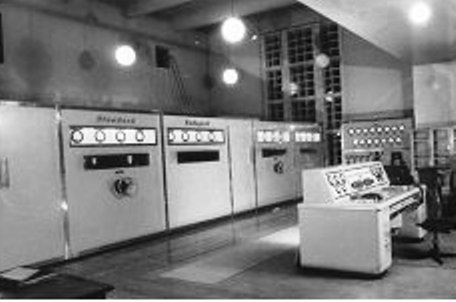
A lakihegyi adóállomás vezérlőterme
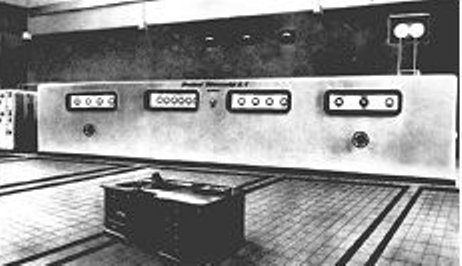
A lakihegyi 120 kW-os adóállomás
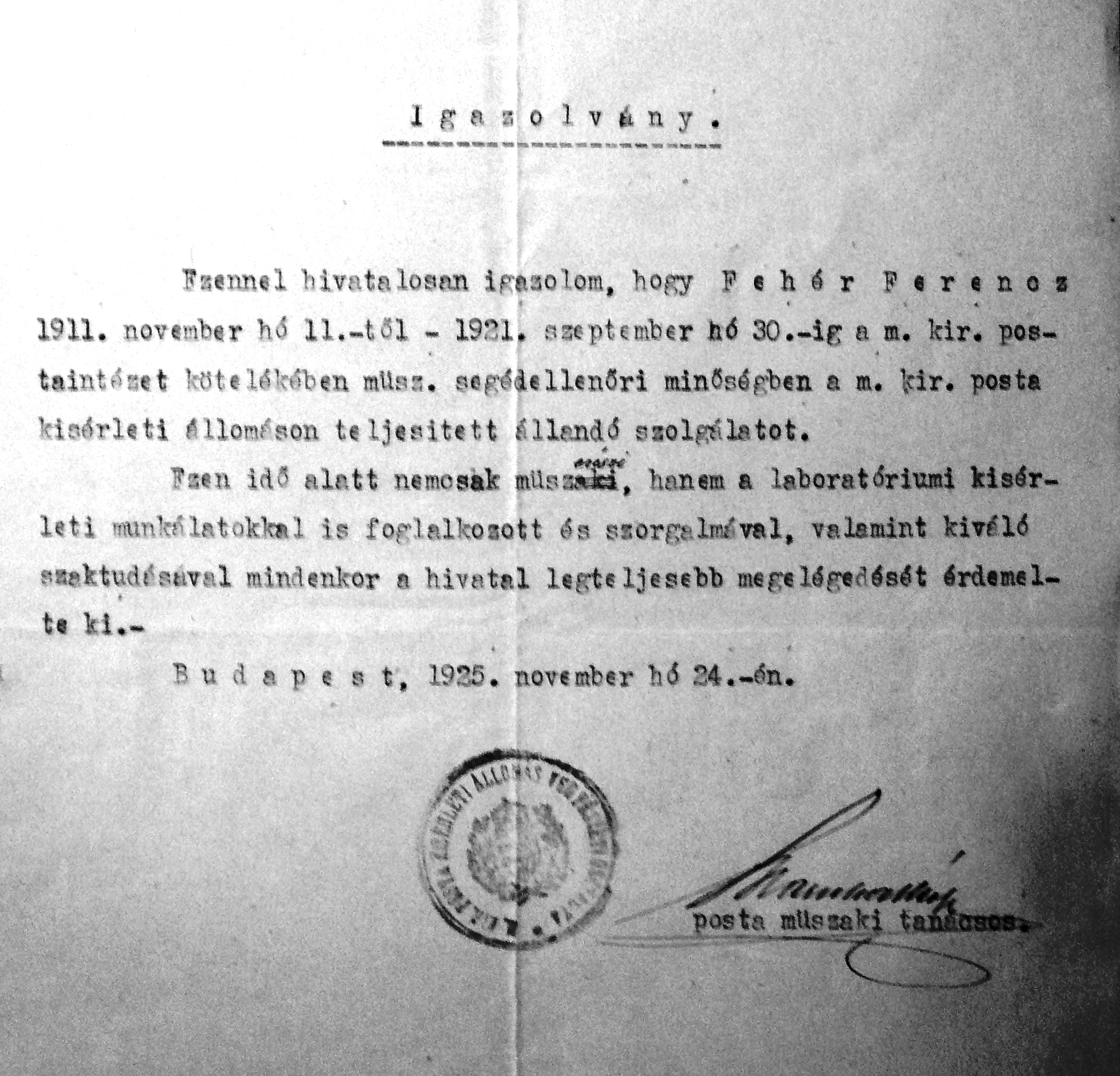
Fehér Ferenc igazolása